# Julián Aguirrezabal
Julián Aguirrezabal Gallastegui, né le 12 septembre 1923 à Iurreta et mort le 27 juin 2017 à Galdakao,, est un coureur cycliste espagnol.

## Biographie
Julián Aguirrezabal participe à sa première course cycliste à l'âge de quinze ans. Anciennement actif en cyclo-cross, il devient champion d'Espagne de la discipline en 1952. Il termine également septième du championnat du monde en 1953. Sur route, il a remporté une vingtaine de courses basques, dont une édition de la Subida a Arrate. Son frère aîné Cipriano a lui aussi été coureur cycliste. 

## Palmarès sur route

### Par année
- 1945[3]
  - Circuito de Bermeo
  - 2e de la Vuelta al Valle de Léniz
- 1946[3]
  - Circuito de Larrea
  - GP Gernika
  - Gran Premio San Salvador del Valle
  - Circuito de Galdakao
  - 2e du Circuit de Getxo
  - 3e du Tour du Guipuscoa
- 1947
  - Prueba Loinaz
- 1948
  - 2e du Circuito del Sardinero
- 1949
  - 2e du championnat du Guipuscoa[3]
  - 2e de la Prueba Alsasua
  - 3e du Circuit de Getxo
- 1950
  - 2e de la Vuelta a los Puertos
  - 2e de la Prueba Loinaz
  - 2e du championnat du Guipuscoa[3]
  - 3e de la Pentecostes Proba
- 1951[3]
  - Prueba San Pelayo
  - Gran Premio Virgen Blanca
  - Circuito de Salvador del Valle
  - Circuito de Torrelavega
  - 2e de la Subida a Arrate
  - 2e de la Subida a Arantzazu
  - 3e du Circuit de Getxo
- 1952
  - Campeonato Navarro de Montaña[3]
  - 2e du Campeonato Vasco-Navarro de Montaña
  - 3e du GP Pascuas
  - 3e de la Vuelta a los Puertos
- 1953
  - Subida a Arrate
  - 3e de la Subida a Arantzazu

### Résultats sur le Tour d'Espagne
2 participations
- 1948 : abandon (2e étape)
- 1950 : non-partant (3e étape)

## Palmarès en cyclo-cross
- 1947
  - 3e du championnat d'Espagne de cyclo-cross
- 1952
  -  Champion d'Espagne de cyclo-cross
- 1953
  - 7e du championnat du monde de cyclo-cross